# Torchy Millar
Terrance M. Millar (conocido como Torchy Millar; Calgary, 20 de agosto de 1945) es un jinete canadiense que compitió en la modalidad de salto ecuestre. Ganó tres medallas en los Juegos Panamericanos, en los años 1971 y 1983.

## Palmarés internacional
| Juegos Panamericanos | Juegos Panamericanos | Juegos Panamericanos | Juegos Panamericanos |
| Año                  | Lugar                | Medalla              | Categoría            |
| -------------------- | -------------------- | -------------------- | -------------------- |
| 1971                 | Cali (Colombia)      | Medalla de oro       | Por equipos          |
| 1971                 | Cali (Colombia)      | Medalla de bronce    | Individual           |
| 1983                 | Caracas (Venezuela)  | Medalla de plata     | Por equipos          |